# Mali Dolînî, Jovkva
Mali Dolînî (în ucraineană Малі Долини) este un sat în comuna Potelîci din raionul Jovkva, regiunea Liov, Ucraina.

## Demografie
Componența lingvistică a localității Mali Dolînî
     Ucraineană (98%)
     Rusă (2%)
Conform recensământului din 2001, majoritatea populației localității Mali Dolînî era vorbitoare de ucraineană (98%), existând în minoritate și vorbitori de rusă (2%).